# Notopocorystes kerri
Notopocorystes kerri es una especie extinta de cangrejo que vivió durante el Aptiano tardío - Campaniano hace aproximadamente cienti veinticinco a setenta y dos millones de años en Surámerica, fue encontrado entre el pueblo de Curití y San Gil más específicamente en la parte superior de la Formación Paja del departamento de Santander, Colombia.

## Descripción
Esta especie presenta caparazón pequeño, alargado, contorno ovalado, moderadamente abovedado transversalmente, menos longitudinalmente, con ancho máximo de aproximadamente cuatro quintos de longitud máxima, ubicado aproximadamente en el tercio anterior.

## Etimología
El nombre específico honra a Kecia Kerr, quien contribuyó enormemente en el descubrimiento del holotipo.